# John Julien
Pour les articles homonymes, voir Julien.
John Julien était un chef micmac région de la Miramichi, au Nouveau-Brunswick (Canada), vers les années 1779–1805.

## Biographie
Durant la guerre d'indépendance américaine, plusieurs Micmacs s'attaquèrent à des navires britanniques. En juillet 1779, à la suite d'une bataille dans le fleuve Miramichi, le Viper en captura une douzaine qui furent emprisonnés à Québec. John Julien signa un traité de paix le 22 septembre 1779 avec Michael Francklin au nom des Micmacs de Miramichi, de Pokemouche et de la Ristigouche.
John Julien fut au pouvoir durant une période critique, à l'époque où le Nouveau-Brunswick fut colonisé au complet par les Blancs. Sa volonté de collaborer avec les Britanniques pendant la guerre d'indépendance américaine lui a valu cette position. Il était le seul chef à chercher la protection de Blancs.